# Gus Kenworthy
Augustus Richard "Gus" Kenworthy (ur. 1 października 1991 w Chelmsford) – brytyjski narciarz dowolny pochodzenia amerykańskiego, specjalizujący się w half-pipie i slopestyle’u, wicemistrz olimpijski i wicemistrz świata.

## Kariera
Po raz pierwszy na arenie międzynarodowej pojawił się w 2010, startując na mistrzostwach świata juniorów w Cardronie. Zdobył tam srebrny medal w slopestyle’u; był to jego jedyny start w zawodach tego cyklu. W Pucharze Świata zadebiutował 9 grudnia 2011 w Copper Mountain, zajmując 18. miejsce. Tym samym już w swoim debiucie zdobył pierwsze pucharowe punkty. Na podium zawodów tego cyklu po raz pierwszy stanął 16 lutego 2013 w Soczi, kończąc rywalizację w half-pipie na drugiej pozycji. W zawodach tych rozdzielił swego rodaka, Torina Yater-Wallace’a i Micheala Riddle'a z Kanady. Najlepsze wyniki osiągnął w sezonie 2014/2015, kiedy to zajął dziewiąte miejsce w klasyfikacji generalnej, a w klasyfikacji halfpipe’u był drugi.
W 2014 wystąpił na igrzyskach olimpijskich w Soczi, gdzie wywalczył srebrny medal w debiutującym w programie olimpijskim slopestyle’u. Uplasował się tam między dwoma innymi reprezentantami USA: Jossem Christensenem i Nicholasem Goepperem. Trzy lata później drugie miejsce zajął też w slopestyle’u podczas mistrzostw świata w Sierra Nevada, gdzie lepszy był tylko McRae Williams, a trzecie miejsce zajął James Woods z Wielkiej Brytanii. Był też między innymi szósty w halfpipie na mistrzostwach świata w Voss w 2013.
W 2019 pojawił się w dziewiątym sezonie serialu FX American Horror Story. Tego samego roku zmienił narodowość na brytyjską i pod flagą tego państwa zaczął występować w zawodach międzynarodowych.

## Życie prywatne
22 października 2015 poinformował na Twitterze, że jest osobą homoseksualną. Coming outu dokonał publikacją zdjęcia okładki magazynu sportowego „ESPN The Magazine” ze swoim udziałem. Jak wyznał w wywiadzie dla magazynu, o swojej homoseksualnej orientacji seksualnej wiedział już w wieku pięciu lat. W rozmowie przyznał: "Nigdy nie byłem dumny z tego, co zrobiłem w Soczi, bo czułem się strasznie w związku z tym, czego nie zrobiłem. Nie chciałem ujawniać się jako srebrny medalista, chciałem to zrobić jako najlepszy narciarz dowolny na świecie". Jest pierwszym zawodnikiem sportów ekstremalnych, który zdecydował się na coming out
Jego byłym partnerem był kanadyjski fotograf Robin Macdonald. W latach 2015−2019 związany był z aktorem Matthew Wilkasem.

## Osiągnięcia

### Igrzyska olimpijskie
| Miejsce | Dzień     | Rok  | Miejscowość | Konkurencja | Zwycięzca        |
| ------- | --------- | ---- | ----------- | ----------- | ---------------- |
| 2.      | 13 lutego | 2014 | Soczi       | Slopestyle  | Joss Christensen |
| 12.     | 18 lutego | 2018 | Pjongczang  | slopestyle  | Øystein Bråten   |
| 8.      | 19 lutego | 2022 | Pekin       | Halfpipe    | Nico Porteous    |

### Mistrzostwa świata
| Miejsce | Dzień    | Rok  | Miejscowość   | Konkurencja | Zwycięzca        |
| ------- | -------- | ---- | ------------- | ----------- | ---------------- |
| 10.     | 3 lutego | 2011 | Deer Valley   | Slopestyle  | Alex Schlopy     |
| 6.      | 9 marca  | 2013 | Voss          | Slopestyle  | Thomas Wallisch  |
| 2.      | 19 marca | 2017 | Sierra Nevada | Slopestyle  | McRae Williams   |
| 12.     | 12 marca | 2021 | Aspen         | Halfpipe    | Nico Porteous    |
| DNS     | 13 marca | 2021 | Aspen         | Slopestyle  | Andri Ragettli   |
| DNS     | 16 marca | 2021 | Aspen         | Bir Air     | Oliwer Magnusson |

### Puchar Świata

#### Miejsca w klasyfikacji generalnej
- sezon 2011/2012: 57.
- sezon 2012/2013: 29.
- sezon 2013/2014: 19.
- sezon 2014/2015: 9.
- sezon 2015/2016: 54.
- sezon 2016/2017: 61.
- sezon 2017/2018: 103.
- sezon 2018/2019: –
- sezon 2019/2020: 61.

Od sezonu 2020/2021 klasyfikacja generalna została zastąpiona przez klasyfikację Park & Pipe (OPP), łączącą slopestyle, halfpipe oraz big air.
- sezon 2020/2021: 49.
- sezon 2021/2022: -

#### Miejsca na podium w zawodach
1. Soczi – 16 lutego 2013 (halfpipe) – 2. miejsce
2. Copper Mountain – 20 grudnia 2013 (halfpipe) – 3. miejsce
3. Park City – 27 lutego 2015 (slopestyle) – 3. miejsce
4. Park City – 28 lutego 2015 (halfpipe) – 1. miejsce
5. Mammoth Mountain – 23 stycznia 2016 (halfpipe) – 1. miejsce
6. Mammoth Mountain – 4 lutego 2016 (halfpipe) – 2. miejsce
7. Silvaplana – 3 marca 2017 (slopestyle) – 3. miejsce
8. Calgary – 14 lutego 2020 (halfpipe) – 1. miejsce